# Лука Біґацці
Лу́ка Біґа́цці (італ. Luca Bigazzi; 9 грудня 1958, Мілан, Рим) — італійський кінооператор. Багаторазовий лауреат на номінант міжнародних та національних фестивальних та професійних кінонагород.

## Біографія
Лука Біґацці народився 9 грудня 1958 року в Мілані, Італія. Творчу кар'єру розпочинав з роботи асистентом режисера на зйомках рекламних роликів. У 1983 році Біґацці дебютував як кінооператор на зйомках фільму «Пейзаж з фігурами» режисера Сільвіо Сольдіні, з яким неодноразово співпрацював до початку 2000-х років.
Біґацці найбільше відомий за роботами з Паоло Соррентіно («Велика краса», «Юність», «Молодий Папа»), з яким він познайомився у 2003 році під час їхньої першої спільної роботи «Наслідки кохання».
Як оператор Лука Біґацці співпрацював також з такими  режисерами, як Джанні Амеліо, Мікеле Плачідо, Франческа Аркібуджі, Фабріціо Бентівольйо, Аббас Кіаростамі, Паоло Вірдзі та ін., взявши участь за час своєї творчої кар'єри у роботі над понад 100 кіно- та телефільмами.
У 2017 році Біґацці зняв драматичний фільми Фабіо Грассадонії та Антоніо П'яцца «Сицилійська історія привидів», який брав участь в основній конкурсній програмі 70-го Каннського міжнародного кінофестивалю, та за операторську майстерність в якому Біґацці вкотре був номінований у 2018 році на італійську національну кінопремію «Давид ді Донателло».
Черговою спільною роботою Луки Біґацці та режисера Паоло Соррентіно стала біографічна стрічка 2018 року «Loro», що розповідає про колишнього італійського прем'єр-міністра Сільвіо Берлусконі, роль якого виконав Тоні Сервілло.
Лука Біґацці є членом Європейської кіноакадемії.

## Фільмографія
- 1983 : Пейзаж з фігурами / Paesaggio con figure
- 1989 : Гонка вниз / Corsa in discesa
- 1990 : Мирне повітря Заходу / L'aria serena dell'ovest
- 1991 : Фатальна помилка / Errore fatale (т/ф)
- 1992 : Морок / Nero
- 1992 : Смерть неаполітанського математика / Morte di un matematico napoletano
- 1992 : Останній подих / Ultimo respiro
- 1992 : Морок / Nero
- 1992 : / Manila paloma blanca
- 1993 : Розділена душа / Un'anima divisa in due
- 1993 : Отрута / Veleno
- 1994 : Америка / Lamerica
- 1994 : Дивовижні історії / Miracoli, storie per corti (к/м)
- 1995 : Звичайний герой / Un eroe borghese
- 1995 : Кохання стомлює / L'amore molesto
- 1995 : Дядько з Брукліна / Lo zio di Brooklyn
- 1996: Зіткнення / Correre contro (т/ф)
- 1996 : Зворотна сторона місяця / Luna e l'altra
- 1997 : Свідок / Testimone a rischio
- 1997 : Акробатки / Le acrobate
- 1997 : Жителі Везувію / I vesuviani
- 1998 : Тото, який жив двічі / Totò che visse due volte
- 1998 : Повернення Клаудін / Claudine's Return
- 1998 : Затемнення місяця / L'albero delle pere
- 1998 : Сицилійці / Così ridevano
- 1999 : Не від світу сього / Fuori dal mondo
- 1999 : Цей сад / Questo è il giardino
- 1999 : Тіпота / Tipota (к/м)
- 2000 : Хліб і тюльпани / Pane e tulipani
- 2000 : Я віддаю перевагу шуму моря / Preferisco il rumore del mare
- 2000: Перевертень / Lupo mannaro (т/ф)
- 2001 : До завтра / Domani
- 2001 : Слово мого батька / Le parole di mio padre
- 2001 : Інший світ можливий / Un altro mondo è possibile
- 2002 : Народжені вітром / Brucio nel vento
- 2002 : Подорож під назвою кохання / Un viaggio chiamato amore
- 2002 : Правда і брехня / La forza del passato
- 2003 : Без гальм / Senza freni
- 2004 : Я люблю працювати / Mi piace lavorare
- 2004 : Образи Європи / Visions of Europe
- 2004 : Наслідки кохання / Le conseguenze dell'amore
- 2004 : Ти скрізь / Ovunque sei
- 2004 : Повернене кохання / L'amore ritrovato
- 2004 : Ключі від будинку / Le Chiavi di casa
- 2005 : Війна Маріо / La Guerra di Mario
- 2005 : Кримінальний роман / Romanzo criminale
- 2006 : Друг сім'ї / L'amico di famiglia
- 2006 : Загублена зірка / La stella che non c'è
- 2006 : На головну / A casa nostra
- 2007 : Година пік / L'ora di punta
- 2007 : Тримати дистанцію / La giusta distanza
- 2007 : І думати забудь, Джонні! / Lascia perdere, Johnny!
- 2008 : Дивовижний / Il divo — La spettacolare vita di Giulio Andreotti
- 2008 : Бунтівна сицилійка / La siciliana ribelle
- 2009 : Джулія не ходить на побачення увечері / Giulia non esce la sera
- 2009 : / Giallo?
- 2009 : Білий простір / Lo spazio bianco
- 2009 : Завірена копія / Copie conforme
- 2010 : Пристрасть / La passione
- 2010 : / Sei Venezia
- 2011 : Цукерочка / Il gioiellino
- 2011 : Де б ти не був / This Must Be the Place
- 2011 : Лі та поет / Io sono Li
- 2011 : Бережися! Криптоніт! / La kryptonite nella borsa
- 2012 : Лікарі з Африкою / Medici con l'Africa
- 2012 : Перерва / L'intervallo
- 2012 : Особливий день / Un giorno speciale
- 2013 : Велика краса / La grande bellezza
- 2013 : Самотній герой / L'intrepido
- 2013 : Перший сніг / La prima neve
- 2013 : Не у стільцях щастя / La sedia della felicità
- 2013 : / Il natale della mamma imperfetta (т/ф)
- 2014 : Мости Сараєва / Ponts de Sarajevo
- 2014 : / Belluscone. Una storia siciliana
- 2015 : Юність / Youth
- 2015 : Ніхто не ідеальний / Nessuno siamo perfetti
- 2015 : Хай живе наречена / Viva la sposa
- 2015 : Дівчина Карла / La ragazza Carla
- 2015 : Театр Ла Скала: храм чудес / Teatro alla Scala: Il tempio delle meraviglie
- 2016 : Один поцілунок / Un bacio
- 2016 : Молодий Папа / The Young Pope (т/с)
- 2017 : Ніжність / La tenerezza
- 2017 : Сицилійська історія привидів / Sicilian Ghost Story
- 2017 : У пошуках свята / The Leisure Seeker
- 2017 : / Io sono Tempesta
- 2018 : Сільвіо та інші / Loro
- 2022 : Посуха / Siccità

## Визнання
| Рік                                                  | Категорія                                                     | Номінант                                       | Результат |
| ---------------------------------------------------- | ------------------------------------------------------------- | ---------------------------------------------- | --------- |
| Премія «Давид ді Донателло»                          |                                                               |                                                |           |
| 1993                                                 | Найкраща операторська робота                                  | Смерть неаполітанського математика             | Номінація |
| 1994                                                 | Найкраща операторська робота                                  | Розділена душа                                 | Номінація |
| 1995                                                 | Найкраща операторська робота                                  | Кохання стомлює                                | Номінація |
| 1995                                                 | Найкраща операторська робота                                  | Америка                                        | Перемога  |
| 1998                                                 | Найкраща операторська робота                                  | Акробатки                                      | Номінація |
| 1999                                                 | Найкраща операторська робота                                  | Сицилійці                                      | Номінація |
| 2000                                                 | Найкраща операторська робота                                  | Хліб і тюльпани                                | Перемога  |
| 2002                                                 | Найкраща операторська робота                                  | Народжені вітром                               | Номінація |
| 2005                                                 | Найкраща операторська робота                                  | Наслідки кохання                               | Перемога  |
| 2006                                                 | Найкраща операторська робота                                  | Кримінальний роман                             | Перемога  |
| 2007                                                 | Найкраща операторська робота                                  | Друг сім'ї                                     | Номінація |
| 2008                                                 | Найкраща операторська робота                                  | Тримати дистанцію                              | Номінація |
| 2009                                                 | Найкраща операторська робота                                  | Дивовижний                                     | Перемога  |
| 2011                                                 | Найкраща операторська робота                                  | Цукерочка                                      | Номінація |
| 2012                                                 | Найкраща операторська робота                                  | Де б ти не був                                 | Перемога  |
| 2014                                                 | Найкраща операторська робота                                  | Велика краса                                   | Перемога  |
| 2016                                                 | Найкраща операторська робота                                  | Юність                                         | Номінація |
| 2018                                                 | Найкраща операторська робота                                  | Сицилійська історія привидів                   | Номінація |
| Італійський національний синдикат кіножурналістів    |                                                               |                                                |           |
| 1993                                                 | Премія «Срібна стрічка» за найкращу операторську роботу       | Смерть неаполітанського математика             | Номінація |
| 1995                                                 | Премія «Срібна стрічка» за найкращу операторську роботу       | Америка                                        | Перемога  |
| 1996                                                 | Премія «Срібна стрічка» за найкращу операторську роботу       | Кохання стомлює                                | Номінація |
| 1999                                                 | Премія «Срібна стрічка» за найкращу операторську роботу       | Сицилійці                                      | Номінація |
| 2000                                                 | Премія «Срібна стрічка» за найкращу операторську роботу       | Хліб і тюльпани Цей сад                        | Номінація |
| 2002                                                 | Премія «Срібна стрічка» за найкращу операторську роботу       | Народжені вітром                               | Перемога  |
| 2003                                                 | Премія «Срібна стрічка» за найкращу операторську роботу       | Подорож під назвою кохання                     | Номінація |
| 2005                                                 | Премія «Срібна стрічка» за найкращу операторську роботу       | Ключі від будинку Наслідки кохання Ти скрізь   | Перемога  |
| 2006                                                 | Премія «Срібна стрічка» за найкращу операторську роботу       | Кримінальний роман                             | Номінація |
| 2007                                                 | Премія «Срібна стрічка» за найкращу операторську роботу       | Друг сім'ї Загублена зірка                     | Номінація |
| 2009                                                 | Премія «Срібна стрічка» за найкращу операторську роботу       | Дивовижний                                     | Номінація |
| 2012                                                 | Премія «Срібна стрічка» за найкращу операторську роботу       | Де б ти не був                                 | Перемога  |
| 2013                                                 | Премія «Срібна стрічка» за найкращу операторську роботу       | Перерва Велика краса Особливий день            | Перемога  |
| 2015                                                 | Премія «Срібна стрічка» за найкращу операторську роботу       | Юность                                         | Перемога  |
| 2017                                                 | Премія «Срібна стрічка» за найкращу операторську роботу       | Ніжність Сицилійська історія привидів          | Перемога  |
| Премія «Золотий глобус»                              |                                                               |                                                |           |
| 1993                                                 | Найкращий оператор                                            | Смерть неаполітанського математика             | Номінація |
| 2002                                                 | Найкращий оператор                                            | Народжені вітром                               | Перемога  |
| 2006                                                 | Найкращий оператор                                            | Кримінальний роман                             | Номінація |
| 2013                                                 | Найкращий оператор                                            | Велика краса                                   | Перемога  |
| 2014                                                 | Найкращий оператор                                            | Самотній герой                                 | Номінація |
| Премія «Золота хлопавка»                             |                                                               |                                                |           |
| 1993                                                 | Найкращий оператор                                            | Смерть неаполітанського математика             | Перемога  |
| 1993                                                 | Найкращий оператор                                            | Морок                                          | Номінація |
| 1994                                                 | Найкращий оператор                                            | Розділена душа                                 | Номінація |
| 1995                                                 | Найкращий оператор                                            | Америка                                        | Перемога  |
| 1996                                                 | Найкращий оператор                                            | Кохання стомлює Дядько з Брукліна              | Перемога  |
| 1999                                                 | Найкращий оператор                                            | Сицилійці Не від світу сього                   | Перемога  |
| 2000                                                 | Найкращий оператор                                            | Хліб і тюльпани                                | Перемога  |
| 2005                                                 | Найкращий оператор                                            | Наслідки кохання Ключі від будинку             | Номінація |
| 2006                                                 | Найкращий оператор                                            | Кримінальний роман Ключі від будинку           | Номінація |
| 2007                                                 | Найкращий оператор                                            | Друг сім'ї Загублена зірка                     | Перемога  |
| 2008                                                 | Найкращий оператор                                            | Тримати дистанцію                              | Номінація |
| 2009                                                 | Найкращий оператор                                            | Дивовижний                                     | Номінація |
| 2012                                                 | Найкращий оператор                                            | Лі та поет Бережися! Криптоніт! Де б ти не був | Перемога  |
| 2014                                                 | Найкращий оператор                                            | Велика краса                                   | Перемога  |
| 2016                                                 | Найкращий оператор                                            | Юність Один поцілунок                          | Перемога  |
| 2017                                                 | Найкращий оператор                                            | Ніжність                                       | Номінація |
| Венеційський міжнародний кінофестиваль               |                                                               |                                                |           |
| 1998                                                 | Премія «Золота Озелла» за найкращу операторську роботу        | Сицилійці та Затемнення місяця                 | Перемога  |
| Каталонський міжнародний кінофестиваль у Сілжасі     |                                                               |                                                |           |
| 1998                                                 | Найкращий оператор                                            | Тото, який жив двічі                           | Перемога  |
| Міжнародний кінофестиваль братів Манакі              |                                                               |                                                |           |
| 2002                                                 | Премія «Срібна камера 300»                                    | Народжені вітром                               | Перемога  |
| Міжнародний приз Флайяно                             |                                                               |                                                |           |
| 2002                                                 | Найкращий оператор                                            | Народжені вітром                               | Перемога  |
| Премія Італійської федерації артхаусного кіно (FICE) |                                                               |                                                |           |
| 2004                                                 | Найкращий оператор                                            | Ключі від будинку та Ти скрізь                 | Перемога  |
| Премія «Kineo» (Італія)                              |                                                               |                                                |           |
| 2006                                                 | Найкращий оператор                                            | Кримінальний роман                             | Номінація |
| Каннський міжнародний кінофестиваль                  |                                                               |                                                |           |
| 2008                                                 | Приз «Вулкан» за технічні досягнення                          | Дивовижний (спільно з Анджело Рагузео)         | Перемога  |
| Талліннський кінофестиваль «Темні ночі»              |                                                               |                                                |           |
| 2008                                                 | Найкращий журі найкращому кінооператорові                     | Дивовижний                                     | Перемога  |
| 2013                                                 | Найкращий журі найкращому кінооператорові                     | Велика краса                                   | Перемога  |
| Премія Європейської кіноакадемії                     |                                                               |                                                |           |
| 2008                                                 | Приз Карло ді Пальми найкращому європейському кінооператорові | Дивовижний                                     | Номінація |